# Rotbrust-Zwergpapagei
Der Rotbrust-Zwergpapagei (Psittaculirostris salvadorii), auch als Salvadori-Feigenpapagei oder  Salvadori-Zwergpapagei bezeichnet, ist eine kleine Papageienart aus der Gattung der Feigenpapageien. Er kommt in Papua Barat, dem indonesischen Teil von Neuguinea vor. Das Artepitheton ehrt den italienischen Ornithologen Tommaso Salvadori.

## Merkmale
Der Rotbrust-Zwergpapagei erreicht eine Größe von 19 Zentimetern. Das Gefieder ist überwiegend grün. Bei den Männchen sind die Stirn und die Zügel blaugrün. Der Oberkopf ist grün mit hellblauen Stricheln. Hals, Wangen und Ohrdecken sind gelb. Hinter den Augen befindet sich ein blauer Flecken. Die Brust ist rot. Die Spitzen der inneren Flügeldecken sind orange. Die Unterflügeldecken sind stumpfgrün. Um die rötlich braune Iris verläuft ein schmaler grauer Augenring. Die Füße sind hellgrau, der Schnabel ist schwarz. Bei den Weibchen befindet sich ein hellblaues Band auf der Brust. Der Oberkopf ist blau gestrichelt. Der Hinternacken ist gelblich grün. Die Unterseite der Hand- und Armschwingen zeigt ein gelbes Band. Die Flügeldecken sind blaugrün. An den Brustseiten sind kleine rote Flecken zu erkennen. Die immaturen Vögel sehen den Weibchen ähnlich, haben jedoch ein helleres Gefieder. Bei den immaturen Männchen ist die Brust blau mit roten Sprenkeln. Die Iris ist dunkel.

## Lautäußerungen
Der schrille, metallische Kontaktruf wird  zwei- oder dreimal im Stakkato wiederholt.

## Verbreitung und Lebensraum
Der Rotbrust-Zwergpapagei bewohnt Wälder, Waldränder und teilweise gerodetes Land in Höhenlagen bis 400 m, häufig auch in der Nähe menschlicher Siedlungen. Seine Verbreitung erstreckt sich auf die Geelving-Bucht.

## Lebensweise
Der Rotbrust-Zwergpapagei lebt gewöhnlich paarweise oder außerhalb der Brutsaison in Dreiergruppen. Er ist meistens in den Baumkronen zu beobachten. Er fliegt häufig über das Blätterdach, aber gelegentlich auch nur 3 Meter über dem Boden. Seine Nahrung besteht aus Früchten (insbesondere Feigen), Nektar, Blüten und vermutlich Insekten und deren Larven. Beim Fressen kann man ihn häufig mit dem Kopf nach unten sehen.

## Bestand und Gefährdung
Der Rotbrust-Zwergpapagei wird von der IUCN in die Kategorie „gefährdet“ (vulnerable) eingestuft. Als Hauptgefährdung gilt der Tierhandel. 1.582 Rotbrust-Zwergpapageien wurden zwischen 1985 und 1990 sowohl in Indonesien als auch in Übersee verkauft. Zwischen 1990 und 2001 waren es 1.791 Papageien. Eine weitere Bedrohung ist die ständig wachsende Bevölkerung und die damit zusammenhängende Rodung der Wälder. BirdLife International schätzt die Gesamtpopulation auf 10.000 Exemplare.